# Comuna Lokvičići, Split-Dalmația
Lokvičići este o comună în cantonul Split-Dalmația, Croația, având o populație de 807 locuitori (2011).

## Demografie
Componența etnică a comunei Lokvičići
     Croați (99,88%)
     Necunoscut (0%)
     Neclasificat (0%)
Componența confesională a comunei Lokvičići
     Catolici (99,88%)
     Necunoscută (0%)
     Ortodocși (0,12%)
Conform recensământului din 2011, comuna Lokvičići avea 807 locuitori. Din punct de vedere etnic, majoritatea locuitorilor (99,88%) erau croați. Din punct de vedere confesional, majoritatea locuitorilor (99,88%) erau catolici.